# Edificio del Ministerio de Finanzas de Brunéi
Edificio del Ministerio de Finanzas de Brunéi, es un edificio en Bandar Seri Begawan, capital de Brunéi. Es considerado el edificio más alto del país y considerado un llamado "rascacielos" por tener más de diez pisos. El edificio es sede del Ministerio de Finanzas. Mide 120 metros y tiene 21 pisos. Fue terminado en el año 2001.